# Długowola Pierwsza
Długowola Pierwsza is een plaats in het Poolse district  Lipski, woiwodschap Mazovië. De plaats maakt deel uit van de gemeente Lipsko en telt 260 inwoners.